# Team Coop-Repsol (femminile)
Il Team Coop-Repsol, già Hitec Products, è una squadra femminile norvegese di ciclismo su strada. Ha licenza UCI Women's Continental Team ed è attivo tra le Elite dal 2009.
Nato nel 2008 su iniziativa di Karl Lima, nelle stagioni 2011 e 2012 il team ha avuto in rosa Emma Johansson, raggiungendo la top 5 nella classifica del calendario internazionale e della Coppa del mondo; nelle stagioni successive i buoni risultati sono stati confermati da Elisa Longo Borghini e da Kirsten Wild. Dal 2024 è associato all'omonimo team maschile Coop-Repsol.

## Cronistoria

### Annuario
| Anno | Codice | Nome                                     | Cat. | Biciclette | Dirigenza |
| ---- | ------ | ---------------------------------------- | ---- | ---------- | --- |
| 2009 | HPU    | Team Hitec Products UCK                  | WT   | Scott      | Manager: Karl Lima Dir. sportivi: Karl Lima, Thijs Rondhuis, Henk Sentse, Atle Reinli Ekenberg, Kjell Anders Öpstad              |
| 2010 | HPU    | Hitec Products UCK                       | WT   | Scott      | Manager: Karl Lima Dir. sportivi: Karl Lima, Martin Vestby, Atle Reinli Ekenberg, Kristian Saastad                               |
| 2011 | HPU    | Hitec Products-UCK                       | WT   | Scott      | Manager: Karl Lima Dir. sportivi: Karl Lima, Martin Vestby, Atle Reinli Ekenberg, Kristian Saastad                               |
| 2012 | HPU    | Hitec Products-Mistral Home Cycling Team | WT   | Scott      | Manager: Karl Lima Dir. sportivi: Karl Lima, Bent Rune Johanson, Martin Vestby, Svein Erik Vold, Per-Rune Lunderby               |
| 2013 | HPU    | Hitec Products UCK                       | WT   | Scott      | Manager: Karl Lima Dir. sportivi: Karl Lima, Davy Wijnant, Cecilie Johansen, Steven Sergeant                                     |
| 2014 | HPU    | Hitec Products                           | WT   | Scott      | Manager: Karl Lima Dir. sportivi: Marc Bracke, Danny Lanssens, Steven Sergeant                                                   |
| 2015 | HPU    | Hitec Products                           | WT   | Scott      | Manager: Karl Lima Dir. sportivi: Steven Sergeant, Terje Hatteland, Bart Lismont, Carl Erik Pedersen, Nico Van Gijsegem          |
| 2016 | HPU    | Hitec Products                           | WT   | Scott      | Manager: Karl Lima Dir. sportivi: Steven Sergeant, Terje Hatteland, Bart Lismont                                                 |
| 2017 | HPU    | Hitec Products                           | WT   | Scott      | Manager: Karl Lima Dir. sportivi: Karl Lima, Terje Hatteland, Bart Lismont, Steven Sergeant                                      |
| 2018 | HPU    | Hitec Products-Birk Sport                | WT   | Fuji       | Manager: Karl Lima Dir. sportivi: Karl Lima, Terje Hatteland, Tone Hatteland Lima, Steven Sergeant, Ruud Verhagen                |
| 2019 | HPU    | Hitec Products-Birk Sport                | WT   | Fuji       | Manager: Karl Lima Dir. sportivi: Tone Hatteland Lima, Terje Hatteland, Karl Lima, Steven Sergeant                               |
| 2020 | HPU    | Hitec Products-Birk Sport                | CTW  | Fuji       | Manager: Karl Lima Dir. sportivi: Tone Hatteland Lima, Terje Hatteland, Karl Lima                                                |
| 2021 | HPU    | Team Coop-Hitec Products                 | CTW  | Liv        | Manager: Karl Lima Dir. sportivi: Tone Hatteland Lima, Terje Hatteland, Karl Lima, Jurjen Vos                                    |
| 2022 | HPU    | Team Coop-Hitec Products                 | CTW  | Liv        | Manager: Karl Lima Dir. sportivi: Tone Hatteland Lima, Gilbert De Weerdt, Terje Hatteland, Karl Lima, Jurjen Vos                 |
| 2023 | HPU    | Team Coop-Hitec Products                 | CTW  | Liv        | Manager: Karl Lima Dir. sportivi: Tone Hatteland Lima, Tjarco Cuppens, Gilbert De Weerdt, Terje Hatteland, Karl Lima, Jurjen Vos |
| 2024 | HPU    | Team Coop-Repsol                         | CTW  | Factor     | Manager: Karl Lima Dir. sportivi: Tone Hatteland Lima, Tjarco Cuppens, Gilbert De Weerdt, Terje Hatteland, Karl Lima, Jurjen Vos |

### Classifiche UCI
Aggiornato al 31 dicembre 2020.
| Anno | Classifica | Pos. | Migliore cl. individuale   |
| ---- | ---------- | ---- | -------------------------- |
| 2009 | World Cal. | 19º  | Sara Mustonen (43ª)        |
| 2009 | World Cup  | 15º  | Sara Mustonen (43ª)        |
| 2010 | World Cal. | 16º  | Sara Mustonen (57ª)        |
| 2010 | World Cup  | 17º  | Trine Schmidt (54ª)        |
| 2011 | World Cal. | 3º   | Emma Johansson (2ª)        |
| 2011 | World Cup  | 5º   | Emma Johansson (3ª)        |
| 2012 | World Cal. | 5º   | Emma Johansson (3ª)        |
| 2012 | World Cup  | 5º   | Emma Johansson (6ª)        |
| 2013 | World Cal. | 4º   | Elisa Longo Borghini (6ª)  |
| 2013 | World Cup  | 4º   | Elisa Longo Borghini (5ª)  |
| 2014 | World Cal. | 6º   | Elisa Longo Borghini (10ª) |
| 2014 | World Cup  | 5º   | Elisa Longo Borghini (8ª)  |
| 2015 | World Cal. | 7º   | Kirsten Wild (9ª)          |
| 2015 | World Cup  | 8º   | Kirsten Wild (19ª)         |
| 2016 | World Cal. | 9º   | Kirsten Wild (28ª)         |
| 2016 | World Tour | 9º   | Kirsten Wild (31ª)         |
| 2017 | World Cal. | 13º  | Susanne Andersen (46ª)     |
| 2017 | World Tour | 18º  | Emilie Møberg (50ª)        |
| 2018 | World Cal. | 15º  | Charlotte Becker (55ª)     |
| 2018 | World Tour | 18º  | Charlotte Becker (38ª)     |
| 2019 | World Cal. | 22º  | Vita Heine (45ª)           |
| 2019 | World Tour | 18º  | Marta Tagliaferro (49ª)    |
| 2020 | World Cal. | 27º  | Mieke Kröger (72ª)         |
| 2020 | World Tour | 19º  | Mieke Kröger (19ª)         |

## Palmarès
Aggiornato al 31 dicembre 2020.

### Grandi Giri
- Giro d'Italia

Partecipazioni: 6 (2011, 2012, 2013, 2014, 2016, 2017)
Vittorie di tappa: 1
2012: 1 (Emma Johansson)
Vittorie finali: 0
Altre classifiche: 3
2012: Punti (Elisa Longo Borghini)
2014: Italiane (Elisa Longo Borghini)
2016: Italiane (Tatiana Guderzo)

### Classiche
- Trofeo Alfredo Binda: 1

2013 (Elisa Longo Borghini)

### Campionati nazionali
- Campionati danesi: 1

Cronometro: 2014 (Julie Leth)
- Campionati italiani: 1

Cronometro: 2014 (Elisa Longo Borghini)
- Campionati norvegesi: 14

In linea: 2010 (Lise Nøstvold), 2011 (Frøydis Meen Wærsted), 2013 (Cecilie Gotaas Johnsen), 2015 (Miriam Bjørnsrud), 2016, 2017, 2018 (Vita Heine), 2019 (Ingrid Lorvik)
Cronometro: 2012 (Lise Nøstvold), 2015 (Cecilie Gotaas Johnsen), 2016, 2017, 2019 (Vita Heine), 2018 (Line Marie Gulliksen)
- Campionati svedesi: 4

In linea: 2011, 2012 (Emma Johansson), 2013 (Emilia Fahlin)
Cronometro: 2012 (Emma Johansson)
- Campionati sudafricani: 2

In linea: 2014 (Ashleigh Moolman)
Cronometro: 2014 (Ashleigh Moolman)

## Organico 2021
Aggiornato al 4 aprile 2021.

### Staff tecnico
|  | Naz.                   | Ruolo  | Sportivo            |  |  |  |
|  | ---------------------- | ------ | ------------------- |  |  |  |
|  | Norvegia (bandiera)    | GM, DS | Karl Lima           |  |  |  |
|  | Norvegia (bandiera)    | DS     | Terje Hatteland     |  |  |  |
|  | Norvegia (bandiera)    | DS     | Tone Hatteland Lima |  |  |  |
|  | Paesi Bassi (bandiera) | DS     | Jurjen Vos          |  |  |  |

### Rosa
|  | Naz.                   |  | Sportivo           | Anno |  |  |
|  | ---------------------- |  | ------------------ | ---- |  |  |
|  | Svezia (bandiera)      |  | Caroline Andersson | 2001 |  |  |
|  | Norvegia (bandiera)    |  | Pernille Feldmann  | 2000 |  |  |
|  | Norvegia (bandiera)    |  | Ingvild Gåskjenn   | 1998 |  |  |
|  | Norvegia (bandiera)    |  | Martine Gjøs       | 2000 |  |  |
|  | Paesi Bassi (bandiera) |  | Claudia Koster     | 1992 |  |  |
|  | Germania (bandiera)    |  | Mieke Kröger       | 1993 |  |  |
|  | Norvegia (bandiera)    |  | Amalie Lutro       | 2000 |  |  |
|  | Norvegia (bandiera)    |  | Silje Mathisen     | 2001 |  |  |
|  | Norvegia (bandiera)    |  | Mari Hole Mohr     | 2001 |  |  |
|  | Norvegia (bandiera)    |  | Ann Helen Olsen    | 1998 |  |  |
|  | Germania (bandiera)    |  | Christa Riffel     | 1998 |  |  |
|  | Norvegia (bandiera)    |  | Anne Dorthe Ysland | 2002 |  |  |